# 格拉夫頓 (紐約州)
格拉夫頓（英語：Grafton）是一個位於美國紐約州倫塞勒縣的鎮。

## 人口
根據2020年美國人口普查的數據，格拉夫頓的面積為119.04平方千米，當中陸地面積為115.83平方千米，而水域面積為0.21平方千米。當地共有人口2051人，而人口密度為每平方千米17人。